# Frédéric Audibert
Pour les articles homonymes, voir Audibert.
 (août 2018).
Frédéric Audibert (né le 23 juin 1968 à Nice) est un violoncelliste français.
Violoncelle solo dès l’âge de 20 ans au sein de différents orchestres français, Frédéric Audibert occupe  ce poste au sein de La Chambre philharmonique, créée et dirigée par Emmanuel Krivine : salle Pleyel, Alte Oper de Francfort, Concertgebouw (Bruges), Istanbul Hall, Salle Beethoven à Bonn (Beethoven Hal), Cadogan Hall à Londres, Philharmonie de Paris, MC2 Grenoble, Grand Théâtre d'Aix-en-Provence.
Il est également invité comme soliste pour la création de l'orchestre international du Dresdner Musikfespielen, formation nommée aux Opera International Award pour l'interprétation du Feuersnot de Richard Strauss.

## Les grands concertos
En 1992, Lord Yehudi Menuhin le nomme lauréat de son association Live Music Now France et l’encourage à poursuivre une carrière de soliste. Il joue depuis les grands concertos avec orchestre : Joseph Haydn, Luigi Boccherini, Carl Philipp Emanuel Bach, Camille Saint-Saëns, Max Bruch, Johannes Brahms, Piotr Ilitch Tchaïkovski, Dmitri Chostakovitch, Édouard Lalo, Antonín Dvořák, Honegger…  avec les orchestres Brixi de Prague, les Solistes tchèques, orchestre symphonique de Brno, Orchestre philharmonique de Nice, Orchestre de la Garde républicaine, Orchestre régional de Cannes-Provence-Alpes-Côte d'Azur…    

## Les concerts
Soliste en résidence de La Fondation Sophia Antipolis, il a donné concerts et master-classes au Canada, en Polynésie, en Israël, en Turquie, dans les principaux pays européens... et dans les grandes salles françaises : Salle Gaveau à Paris, Palais des festivals et des congrès de Cannes, Abbaye Sainte-Marie de Fontfroide, Abbaye du Thoronet, Opéra de Nice, Flâneries musicales à Reims [...]. En octobre 2011, invité par la société des compositeurs d’Osaka,  il s’est rendu au Japon et à Taïwan pour des créations, des concerts et masterclasses avec le percussionniste Pascal Pons.

## Les rencontres artistiques
Personnellement félicité par Mstislav Rostropovitch pour ses qualités de Konzertmeister, lors d’un concert avec l'orchestre symphonique de Bretagne, il partira avec lui à Moscou et Bakou lors d’échanges culturels. Dans le cadre d’hommages au grand maître, Frédéric Audibert est invité à raconter les diverses anecdotes qui ont émaillé ses rencontres artistiques et pédagogiques avec celui qui restera comme l’un des plus grands violoncellistes du XXe siècle.               
Frédéric Audibert maîtrise toutes les esthétiques, de la musique baroque à la musique contemporaine. Il a  approfondi ces différents répertoires dès sa sortie du Conservatoire national supérieur de musique et de danse en cherchant à approcher la justesse stylistique de chaque littérature. Et en adaptant son instrumentarium (violoncelles et archets) à chacune de ces époques importantes. Ainsi, il se produit aussi bien dans le concerto de Dmitri Chostakovitch que celui de Haydn ou une pièce de Domenico Gabrielli de Iannis Xenakis ou de Sébastien Béranger.

## Les recherches esthétiques
Frédéric Audibert s’intéresse très tôt aux instruments historiques et au répertoire  baroque : il joue sur instrument d’époque les concertos de Antonio Vivaldi, Nicola Porpora, Boccherini, C.P.E Bach, Leonardo Leo notamment au théâtre du Palais royal de Naples et participe à plusieurs enregistrements (Diapason d’Or ; Choc de la Musique ; Grand prix du disque[Lequel ?]) avec le violoniste Gilbert Bezzina comme continuiste dans les grandes pages du répertoire italien et allemand.
Il joue régulièrement en concert l’intégrale des Suites de Johann Sebastian Bach. Et en 2001, pour le centenaire de la mort de Carlo Alfredo Piatti, l’intégrale des 12 caprices.
Dans le domaine contemporain, il a travaillé avec les compositeurs Nicolas Bacri, Thierry Machuel, Florentine Mulsant, Hany Fouad, Marcel-Henri Faivre, Jean-Michel Gianelli, Jaroslaw Adamus, Johann Svensson, German Toro Perez, Mario Mary, Gérard Gastinel, Sébastien Béranger, Marcel Landowski, dont il a joué le concerto pour violoncelle et orchestre.  
On a pu l’entendre au Festival Présences de Radio France dans une pièce de Luciano Berio pour violoncelle seul et aux Rencontres internationales de Beauvais dans une création de Sébastien Béranger pour deux violoncelles et bande électroacoustique avec son frère Florent Audibert, violoncelle solo de l’orchestre de l’Opéra de Rouen. Au Printemps des arts de Monte-Carlo dans Kottos de Xenakis.

## Les médias
Frédéric Audibert collabore régulièrement avec les médias. Il s’est produit en direct sur Mezzo (chaîne de télévision), Arte, France 3, M6, TMC (chaîne de télévision), France musiques, Société Radio-Canada, RMC, Radio Nostalgie, FIP (radio), Radio Shalom, Radios chrétiennes francophones…
Il a participé à l’enregistrement d’une trentaine de disques (dont un consacré aux Suites de J.S Bach pour violoncelle seul) pour les maisons de disques Quantum (Euravent), Gazelle, Pierre Verany, K617, etc. En 2013, il a sorti un disque en duo de violoncelles avec son frère Florent Audibert, Les Maîtres du violoncelle composent chez BNL. 

## La musique de chambre
Son activité musicale est aussi très riche en concerts de musique de chambre avec des partenaires aussi variés que François Dumont, Stéphane Tran Ngoc, Patrice Fontanarosa, Frank Wibaut, Annick Roussin, Jean Sulem, Maria de la Pau Tortelier, Aligi Voltan, Luca Lucchetta, Louis-Denis Ott, David Guerrier, Maria Stembolskaïa, François Meyer, Pascal Pons…

## L'instrument
Frédéric Audibert joue le violoncelle de Maud Martin-Tortelier, un très bel instrument du XVIIIe siècle, d’Alessandro Gagliano auquel il est très attaché pour ses qualités sonores mais aussi parce que Maud Tortelier aimait à dire qu'elle y avait laissé son âme.

## Études
Né le 23 juin 1968 , à Nice, Frédéric Audibert a fait ses débuts à 17 ans dans la grande salle de l’U.N.E.S.C.O à Paris.
Premier prix de violoncelle du Conservatoire national supérieur de musique de Paris, dans la classe de Jean-Marie Gamard(élève d’André Navarra), il se perfectionne avec Mark Drobinsky (élève de M. Rostropovitch), Gary Hoffman et Maud Tortelier. 
Titulaire de dix prix nationaux et internationaux, il se distingue en finale et demi-finale des concours internationaux Palma d’Oro, Florence, Trapani, San Sebastian, Douai et remporte Turin et Rovere d’Oro en Italie.
Frédéric Audibert est  le responsable artistique du festival Cello Fan et du festival de quatuor en Pays de Fayence pour les années 2016 et 2017.

## Enseignement
- Professeur au sein de l'Institut d'Enseignement Supérieur de la Musique [15]
- Professeur de l'Académie de Musique Prince Rainier III de Monaco[16]
- Professeur au CRR de Nice[17]
- Master classes au sein de l'Académie internationale d'Eté de Nice[18]

## Prix internationaux et récompenses
- Lauréat du concours international de musique de Turin
- Premier prix du concours international de musique Rovere d'Oro
- Premier prix du concours international de musique de Palma d'Oro
- Lauréat du concours international de musique de chambre de Florence
- Lauréat du concours international de musique de chambre de Trapani (Sicile)
- Lauréat du concours international de San Sebastian

## Distinction
En 2009, le prince Albert II a élevé Frédéric Audibert au rang de chevalier dans l’ordre du Mérite culturel de la principauté de Monaco.

## Festival
- Fondateur du festival Cello Fan de Callian en Pays de Fayence
- Directeur artistique du festival de quatuor à cordes en Pays de Fayence depuis 2016

## En savoir plus